# Villikation
Die Villikation (oder Hofverband) bezeichnet eine Einheit innerhalb einer speziellen Form der Grundherrschaft im Mittelalter, die klassische oder zweigeteilte Grundherrschaft genannt wird. Der ursprünglich lateinische Wortstamm ist im englischen und französischen village erhalten.

## Aufbau und Charakteristika
Zentrum einer Villikation war ein Herrenhof (Fronhof oder Haupthof, lat. curtis) mit einem selbst bewirtschafteten Landbesitz (Salland, lat. terra salica). Um diesen Fronhof gruppierten sich kleinere Bauernstellen (Hufen, lat. mansi), die vom Grundherren ausgegeben und von den Bauern selbst bewirtschaftet wurden. Von dieser Unterteilung in Fronhof und abhängige Hufen leitet sich die Bezeichnung zweigeteilte Grundherrschaft ab. Größere Grundherrschaften bestanden aus einer Vielzahl solcher Wirtschaftseinheiten.
Das Salland wurde vom Herrn selbst oder einem Verwalter (Meier, lat. maior oder villicus) mithilfe des unfreien Hofgesindes (lat. mancipia) und der Frondienste der hörigen Hufenbauern bewirtschaftet. Die Villikation beschränkte sich dabei allerdings nicht nur auf agrarische Produktion, sondern erzeugte auch gewerbliche Güter für den Eigenbedarf und zum Verkauf. Letzterer erfolgte mitunter durch fronende Hörige im Hausierhandel und zum Teil sogar im Fernhandel. In größeren Villikationen konnten auch sehr spezialisierte Handwerker angesiedelt sein.
Die rechtliche Stellung des hörigen Bauern konnte dabei sehr unterschiedlich sein. Statusunterschiede lassen sich vor allem von der Menge der zu leistenden Frondienste ableiten: Während der Großteil der abhängigen Bauern drei, teilweise sogar fünf Tage in der Woche Dienste zu leisten hatte, gab es Halbfreie (sog. Liten), deren Frondienste sich auf mehrere Wochen im Jahr beschränkten. Häufig hing diese Stufung auch von der Größe der Vilikation und der Entfernung der einzelnen Bauernstellen vom Fronhof ab: Aus praktischen Gründen waren entfernt lebende Bauernhaushalte zu geringeren Arbeitsleistungen oder lediglich zur Lieferung von Naturalabgaben verpflichtet. Insbesondere klösterliche Villikationen konnten durch Stiftungen weite räumliche Ausdehnungen erreichen. Häufig kam es zur Einrichtung von Nebenhöfen mit eigenem Verwalter, teilweise auch in mehrfach gestaffelten Strukturen.
Charakteristisch für die Villikation im Gegensatz zu anderen Formen der Grundherrschaftsverfassung (insbesondere der Rentengrundherrschaft) war die große Bedeutung des Personenverbandes: Nicht das geliehene Gut lag der Abhängigkeit des Bauern von seinem Herrn zugrunde, sondern seine persönliche Zugehörigkeit zum Herrschaftsverband. Der Bauer war also nicht einfach Pächter eines landwirtschaftlichen Gutes gegen Grundzins, sondern seinem Herrn hörig, was zusätzlich bedeutet, dass der Herr ihn zu Arbeitsleistungen verpflichten konnte und er der Gerichtshoheit (siehe Patrimonialgerichtsbarkeit) seines Herren unterstand. Diese persönliche Bindung zwischen Herrn und Hörigem wurzelte in der feudalen Grundstruktur des Mittelalters, die von Otto Brunner als Austauschverhältnis „Schutz und Schirm“ (Grundherr) gegen „Rat und Tat“ (Höriger) charakterisiert worden ist.

## Entwicklung und Auflösung
Die Villikation entwickelte sich im 7. Jahrhundert und war ursprünglich vor allem in den zentralen Gebieten des Fränkischen Reiches zwischen Rhein und Loire verbreitet. Die Ausbreitung und Durchsetzung der Grundherrschaft als Hauptform der frühmittelalterlichen Herrschaftsverfassung brachte die Villikation auch in anderen Teilen West- und Mitteleuropas im 9. und 10. Jahrhundert zur vollen Entfaltung. Anfangs handelte es sich bei dem Fronhof in der Regel um den Sitz des Grundherren selbst, später war dort meist ein Verwalter ansässig. Letzteres war die Regel bei Villikationen, die in die Hand von Klöstern oder Stiften übergegangen waren. Einige Fronhöfe entwickelten sich zu Burgen. 
Infolge der wirtschaftlichen und gesellschaftlichen Wandlungsprozesse im Hochmittelalter (Landesausbau, Bevölkerungswachstum, Bedeutungsgewinn der Städte, Ausbreitung der Geldwirtschaft) löste sich die Villikationsverfassung allmählich auf. Auch die Grundherren selbst waren immer weniger fähig oder willens, die organisatorisch anspruchsvolle Wirtschaftsform der Villikation aufrechtzuerhalten und gingen schrittweise zu rentenbasierten Grundherrschaftssystemen über. Die Eigenwirtschaft wurde weitgehend aufgegeben, die Fronhöfe aufgelöst oder verliehen. Die damit zum größten Teil überflüssigen Frondienste wurden durch Geld- oder Naturalrenten ersetzt. Dieser Prozess vollzog sich – bei beträchtlichen Unterschieden von Region zu Region – im 12. und 13. Jahrhundert. Überreste der Villikationsverfassung wie etwa meist auf wenige Tage im Jahr reduzierte Frondienste, bestimmte auf persönlicher Abhängigkeit beruhende Abgaben (z. B. der Todfall) etc. bestanden jedoch auch noch im Spätmittelalter und hielten sich mancherorts bis ins 19. Jahrhundert.

## Einzelbeispiel
Aufbau und Zerfall einer kleineren Villikation im nordwestdeutschen Raum wurde von Jürgen Espenhorst am Beispiel des Ortes Gehrde untersucht. Ausgangspunkt ist eine Urkunde aus der Zeit 1037/52, in der der Haupthof in loco riesfordi nominato („in dem Ort namens Rüsfort“) beschrieben wird (Osnabrücker Urkundenbuch I, Nr. 138). Es konnte gezeigt werden, dass zu diesem Haupthof einige Siedlungen auf dem östlichen Haseufer gehörten, die bereits 977 genannt wurden (Osnabrücker Urkundenbuch I, Nr. 111). Der Haupthof Hriasforda wurde bereits um 880 im Werdener Urbar erwähnt. Flurnamen und Bodenfunde deuten darauf hin, dass zum Haupthof eine Siedlung von Hörigen und das Salland, aber auch eine (Eigen-)Kirche (auf der „Kerklage“) gehörte. Große Teile davon waren umwallt. Um 1150 kam es dann zur Auflösung der Villikation und einer Art „Bauernbefreiung“, durch die ein selbständigeres Wirtschaften und die Herausbildung eines Bauernstandes möglich wurde. Dies beflügelte die innere Kolonisation. Der Grundherr war damit nicht mehr unmittelbar für „Schutz und Schirm“ verantwortlich, und die Fronleistungen wurden durch jährliche Pachtabgaben, Abgaben bei Tod („Sterbfall“) und Hochzeit („Auffahrt“) abgelöst. Der Grundherr zog in eine neue „Burg“ (vermutlich eine Motte) und gründete im ersten Viertel des 13. Jahrhunderts schließlich eine Gemeindekirche, aus der sich dann das heutige Kirchengebäude von Gehrde entwickelte. Das Gelände des Haupthofes risforda liegt etwa da, wo sich heute das Kriegerdenkmal des Dorfes befindet.